# Handschriftkunde
De handschriftkunde is de wetenschappelijke discipline die zich bezighoudt met de bestudering van handschriften: met de hand vervaardigde documenten zoals die bestonden voor de uitvinding van de boekdrukkunst. In de regel zijn handschriftkundigen verbonden aan instituten die een belangrijke collectie handschriften hebben die om conservering en bestudering vraagt, zoals universiteitsbibliotheken of boekenmusea.